# Quail Ridge
Pour les articles homonymes, voir Quail.
Quail Ridge est une census-designated place située dans le comté de Pasco, dans l’État de Floride, aux États-Unis. Sa population s’élevait à 1 040 habitants lors du recensement de 2010.

## Démographie
| Groupe            | Quail Ridge | Floride | États-Unis |
| ----------------- | ----------- | ------- | ---------- |
| Blancs            | 84,8        | 75,0    | 72,4       |
| Afro-Américains   | 8,3         | 16,0    | 12,6       |
| Métis             | 3,6         | 2,5     | 2,9        |
| Asiatiques        | 1,1         | 2,4     | 4,8        |
| Autres            | 2,0         | 3,6     | 6,4        |
| Amérindiens       | 0,3         | 0,4     | 0,9        |
| Total             | 100         | 100     | 100        |
|                   |             |         |            |
| Latino-Américains | 14,5        | 22,5    | 16,7       |

Selon l'American Community Survey, pour la période 2011-2015, 91,90 % de la population âgée de plus de 5 ans déclare parler l'anglais à la maison, 5,20 % déclare parler l'espagnol, 1,53 % l'arabe, 0,68 % une langue chinoise et 0,68 % le français.
| 2010  | - | - | - | - | - |
| ----- | - | - | - | - | - |
| 1 040 | - | - | - | - | - |